# Acción Sindical de Trabajadores
La Acción Sindical de Trabajadores (AST) fue una organización sindical clandestina española de carácter católico creada alrededor de 1964. Surgió en organizaciones católicas como las Vanguardias Obreras Juveniles y la Hermandad Obrera de Acción Católica. Tuvo cierta implantación en Madrid, Pamplona, Huelva y Torrelavega (Cantabria). Su evolución llevó a su transformación hacia 1971 en el partido político Organización Revolucionaria de Trabajadores (ORT).

## Antecedentes
La Iglesia católica creó en 1948 en España —en plena dictadura franquista— la Hermandad Obrera de Acción Católica (HOAC), una organización obrera y apostólica, con la intención de integrar a los trabajadores en la obra diocesana. También contaba con la Juventud Obrera Cristiana (JOC), organización internacional existente desde dos décadas antes. Por su parte, la Compañía de Jesús creó las Vanguardias Obreras Juveniles (VOJ), que luego darían lugar a la Vanguardia Obrera y Social (VOS) con el propósito de integrar a los trabajadores en su labor. La celebración del Concilio Vaticano II entre 1962 y 1965 produjo importantes cambios en el seno de la Iglesia que hicieron que estas organizaciones ya existentes se aproximasen a los planteamientos sindicales e incluso políticos del movimiento obrero de oposición a la dictadura.
Hacia 1962 o 1963 católicos vinculados en su mayoría a las VOJ comenzaron a coordinar las acciones reivindicativas que realizaban en sus distintos centros de producción, así como a reunirse periódicamente en los locales de las VOJ. El primer núcleo funcionó en el Hogar del Trabajo de Madrid. Este comenzó posteriormente a contactar con grupos de otras provincias. Aunque no está clara la fecha, parece que fue en 1964 cuando crearon la Acción Sindical de Trabajadores (AST).

## Composición

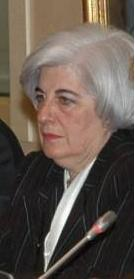
Paquita Sauquillo —aquí en imagen de 2006— fue quizá la militante de AST más conocida.

No está clara la fecha de la formación de AST debido a su carácter clandestino. El historiador Manuel Tuñón de Lara afirma que nació en 1960. Pero Manuel González Morante, quien militó en la ORT, cree que la fundación fue en 1964. Argumenta que la HOAC elaboró a finales de 1963 una relación de los movimientos sindicales existentes y que en ella no aparece AST. Viene a coincidir con un informe del Comité Central de la ORT de 1974, cuando sitúa los primeros pasos de un grupo de obreros en 1963 y dice que poco después crearon AST. En cualquier caso, la fundación debe ser anterior a 1966, año de creación de la Declaración de Principios del sindicato.
El grupo fundacional es el de miembros de las VOJ de Madrid. Pronto contactan con otros grupos de la misma organización de Cataluña y de las provincias de Sevilla y Huelva. En 1965 o 1966 se incorporó un grupo de unas veinticinco personas de la HOAC de la provincia de Santander, sobre todo de Torrelavega. Con el tiempo se unieron al sindicato miembros de la Federación Española de Congregaciones Universitarias Marianas (FECUM). También proporcionaron militantes otras comunidades cristianas madrileñas. La composición es, por tanto, eminentemente católica, y las ideas que más influyen son las de Jacques Maritain y Emmanuel Mounier.
Desde el punto de vista de la extracción social, la inmensa mayoría de los militantes eran obreros. Es cierto que sobre 1968 y 1969 se incorporaron algunos estudiantes, sobre todo procedentes de la FECUM, pero fueron siempre minoritarios y con escasa influencia salvo en los últimos momentos del sindicato. De hecho, AST nunca intentó captar militantes entre profesionales y personas de clase media. Entre los pocas excepciones se encontraba la abogada Paquita Sauquillo.

## La Declaración de Principios
En 1966 AST publicó un documento en el que enunciaba sus principios y decía luchar por la construcción de un sindicalismo democrático. Ideológicamente, el texto parece intentar sintetizar ideas del cristianismo, del anarquismo y del comunismo. Consta de una introducción y seis apartados:
- La introducción propugna un sindicalismo nuevo, democrático, independiente, obrero, solidario, con perspectivas de unidad y con una concepción política propia. Y añade que ese sindicalismo debe ser revolucionario.
- El primer apartado insiste en el carácter democrático de la organización, con respeto a las diferentes ideas de sus miembros.
- AST se define como independiente del Estado, de los partidos políticos, de los poderes económicos y de cualquier otro interés ajeno. Reivindica la libertad sindical.
- Es una organización sindical, pero eso no excluye la acción política. Considera que el Estado debe ser un «órgano imprescindible bajo el control del pueblo» y que su papel es fundamental desde que se inicia la revolución hasta alcanzar el socialismo. Defiende la propiedad social de los bienes de producción, compatible con la privada de los bienes de consumo. Propugna la planificación económica, las reformas tributaria y agraria, la autogestión de las empresas y la socialización de la enseñanza.
- Su objetivo es que el movimiento obrero controle los resortes de poder, pero repudia el uso de la violencia.
- Propugna la transitoria unidad sindical en una «central democrática del trabajo» en la que está dispuesta a integrarse. En este sentido, AST defendió la unidad dentro de las Comisiones Obreras, participando con tres representantes en su Coordinadora Estatal en 1966. Pero se enfrentó al Partido Comunista de España (PCE), que intentaba controlar la organización.
- Proclama su solidaridad con todos los trabajadores del mundo sometidos al capitalismo o «a cualquier otro tipo de totalitarismo».[6]

## Relación con las Comisiones Obreras
Como se ha dicho, la AST defendía la unidad sindical, al menos de forma transitoria. Entendió que dicha unidad se debía alcanzar dentro de las Comisiones Obreras (CCOO), por lo que formó parte de ellas y estaba dispuesta a disolverse en su interior si se alcanzaba la unidad. Cuando se constituyó la Coordinadora Estatal de CCOO, la AST tuvo en ella tres representantes. Sin embargo, tan solo la Oposición Sindical Obrera (OSO), vinculada al Partido Comunista de España (PCE) se disolvió en CCOO, no haciéndolo otros sindicatos. Por ello la AST optó por mantener su identidad. Permaneció dentro de las CCOO donde confrontó con el PCE para evitar que este partido las controlase. Probablemente fuera ese enfrentamiento el que ocasionaría la «politización» de AST, que acusaba al PCE de haber traicionado al movimiento obrero y haber abandonado la lucha de clases, y le condujo a acabar convirtiéndose en un partido político.

## Transformación en partido político
La confrontación con el PCE dentro de CCOO condujo al sindicato a la politización. Probablemente por su inspiración cristiana, al igual que otros grupos católicos de la época, los militantes de AST consideraban superado el comunismo del PCE y tendían a crear su propio partido. Inicialmente, no parece que tuvieran clara una orientación ideológica, y menos que esta fuera marxista-leninista. Amancio Cabrero y otros dirigentes de AST que buscaban una ideología la encontraron en el marxismo, y consiguieron que el Comité Permanente Ampliado (CPA) del sindicato aceptase el cambio. Desde principios de 1970 el núcleo dirigente realizó una labor de divulgación de su proyecto dentro del sindicato visitando todas las células existentes. Durante el verano impartieron unos cursos formativos utilizando textos de Marx, Lenin y Christopher Hill. Por esa época los obreros sindicalistas de AST recibieron la determinante influencia externa de un grupo de estudiantes ajeno al sindicato entre los que se encontraba José Sanroma. En 1971 culminó la transformación en Organización Revolucionaria de Trabajadores (ORT), con el abandono o expulsión de todos los militantes opuestos al cambio y con la incorporación al nuevo partido de José Sanromá y sus seguidores. La dirección del nuevo partido la formaban Sanromá, Cabrero, Manuel Guedán, Emiliano Escolar y otros militantes.

## Militantes de AST
- Paquita Sauquillo
- Andrés Hernández Ros
- José Catalán Deus